# Общество Азербайджан
Общество Азербайджан (азерб. Azərbaycan cəmiyyəti) — организация, созданная в Тебризе в 1941 году по инициативе Исмаила Шамса. Основными требованиями членов организации были: создание провинциального совета, предусмотренного Конституцией Ирана, избрание народом представителей в Национальный меджлис, организация образования на азербайджанском языке на всех уровнях, а также издание книг на азербайджанском языке.
Основатели организации, помимо того что подверглись преследованиям со стороны иранского правительства, также стали жертвами преследований со стороны Советского Союза, поскольку отвергли предложение о сотрудничестве со стороны СССР. В результате, через 6 месяцев деятельность организации и её печатного органа — газеты «Азербайджан» была запрещена. Ведущие члены организации были насильно вывезены специальными службами СССР на территорию Азербайджанской ССР, где они находились 7 месяцев.

## История
В августе-сентябре 1941 года британские и советские войска вошли на территорию Ирана. 17 сентября 1941 года Реза-шах отрёкся от престола и покинул страну. После этого на территории страны были освобождены политические заключённые, и начали создаваться различные политические организации. В октябре 1941 года по инициативе Исмаила Шамса в Тебризе было создано Общество «Азербайджан». Среди основателей общества были Хаджи Али Шабустари, Исмаил Шамс, Али Машинчи, Хилал Насири, Садык Падеган и другие. Хаджи Али Шабустари был избран председателем общества, а Исмаил Шамс — его заместителем. Главной целью организации было продвижение идеи управления Азербайджаном исключительно азербайджанцами, а также признание азербайджанского языка официальным языком Азербайджана. Общество также имело отделения в Тегеране и других городах.
1 ноября 1941 года начал издаваться печатный орган общества — газета «Азербайджан». Редакторами этой газеты были Хаджи Али Шабустари и Исмаил Шамс. Газета выходила на двух языках — на фарси и азербайджанском. В одном из выпусков газеты отмечалось, что целью общества является достижение социальной и национальной свободы. Впервые именно в газете «Азербайджан» было поднято предложение о предоставлении автономии Азербайджану и переименовании улицы «Пехлеви» в Тебризе в улицу «Саттар-хана». Члены общества требовали конституционной системы правления, создания провинциального совета, предусмотренного конституцией, избрания представителей в Национальный меджлис народом, строительства новых промышленных объектов в Азербайджане, организации образования на азербайджанском языке на всех уровнях и издания книг на азербайджанском языке.
По инициативе Общество Азербайджана была состоялся вечер, посвящённая памяти лидеров Конституционной революции, Саттар-хана и Багир-хана. На этой встрече было решено назвать улицу Пехлеви в Тебризе в честь Саттар-хана и это решение вскоре было реализовано членами общества. По инициативе общества была организована театральная труппа. Этот ансамбль в феврале 1942 года сформировал руководство с целью объединения других театральных и художественных коллективов в организации. Это руководство позже создало специальную комиссию с целью борьбы с примитивизмом в искусстве.
В последующие месяцы политические и военные руководители СССР приглашали их к сотрудничеству в пропаганде советского режима, но они отказались от этого предложения. Позже представитель партии «Туде» Реза Руста приехал в Тебриз и встретился с Мирзой Али Шабустари, Исмаилом Шамсом и Садигом Падеганом. На этой встрече он предложил, чтобы общество было распущено, а его члены создали организацию партии Туде в Тебризе. Мирза Али Шабустари и Исмаил Шамс отклонили это предложение.
Деятельность общества вызвала беспокойство центральных властей, поэтому распространение и чтение газеты «Азербайджан» в Тегеране было запрещено. В 1942 году губернатор Третьей провинции Халиль Фахими выступил со специальным заявлением против общества под названием «Обращение к народу». В апреле 1942 года представители иранского правительства запретили деятельность общества и газеты «Азербайджан». Через неделю активные члены общества, такие как Исмаил Шамс, Хаджи Али Шабустари, Мир Мехди Этимад и Мухаммад Бирия, были насильно вывезены в Баку советскими спецслужбами. Им предложили принять советское гражданство и остаться в СССР, но они отказались. Прожив на территории Азербайджанской ССР 7 месяцев, в 1943 году они смогли вернуться в Тебриз.